# 짐보 컨
짐보 컨(Jimbo Kern)은 《사우스 파크》 시리즈에 나오는 등장인물이다. 그는 스탠 마시의 삼촌이고, 스탠의 부모와의 관계는 드러나지 않았다. 그의 목소리는 맷 스톤이 연기했다.

## 사냥
짐보는 많은 에피소드에서 그의 사냥 때문에 알려졌는데, 왜냐하면 법이 자기 방어를 제외하곤 동물을 쏘지 못하게 하기 때문이기 때문이다. 그래서 그는 동물을 향해 총을 쏴고 철저하게 그의 말을 붙인다: 
| “ | 그게 나에게 곧장 오고 있어! | ” |

"The Mexican Staring Frog of Southern Sri Lanka" 에피소드에서 짐보의 TV 쇼인 "사냥과 살인"에서 사냥꾼들은 이제는 짐보의 유행어를 사용하지 않는다. 그래서 그는 사냥꾼들의 동물이 너무 많다는 것에 대해서 제어하고 있다는 신념을 언급하였다.
| “ | 우린 그들의 수를 줄이기 위해서 그들을 죽일 필요가 있다. | ” |

짐보의 사냥 동료와 항상 같이 다니는 친구는 네드 거블란스키이다.

## 베트남 전쟁
짐보는 베트남전에 참전하였는데, 거기서 그는 헬기 조종사를 하였다. 베트남전은 네드를 만난 장소이기도 하다. 전쟁에서 네드는 수류탄이 그의 손에서 터지는 바람에 그의 팔을 날리고 만다. 짐보는 스탠, 카일, 카트먼과 케니에게 전쟁에서 겪은 일을 묘사하였다 (그가 말하길 거기서 놀이동산에서 놀기도 하였고, 네드와 같이 전체 베트콩을 무찌르기도 하였다고 한다). 게리슨 선생은 애들이 발표한 내용이 쓰레기 같다고 말했다. 그래서 그는 애들에게 거짓말한 죄로 방과후까지 붙잡아 두었다(에피소드에서 게리슨 선생이 애들에게 설명하는 것을 들어보면 게리슨 선생이 베트남에 참전했다는 단서가 있다). 그러나, 짐보와 베트남에 있던 카메라맨과의 대화에서, 그들이 놀이동산에서 놀았다는 거랑, 카메라맨의 친구가 통나무 타기를 탔다면 살았을 거라는 이야기가 나온다. 이 이야게에서 짐보가 말한 것이 사실이었던 것으로 드러났다(네드 거블란스키와 그가 같이 베트콩을 물리쳤다는 것을 제외하고). 이중 어느 쪽이 진실인지는 논쟁의 여지가 있다.

## 사냥과 살인
"사냥과 살인" 은 사우스 파크 공영 방송국에서 네드와 같이 방송하는 TV 쇼이다. 그 쇼에서는 사냥 장면을 보여준다. 이 쇼가 처음 나온 것은 "The Mexican Staring Frog of Southern Sri Lanka" 에피소드 인데, 여기서 다른 공영 방송국 프로그램인 '예수와 친구들 프로그램과 시청률 경쟁을 한다.
이 TV 쇼는 전체 24명의 시청자 중에서 예수와 친구들을 2명의 시청자 차이로 이기고 있다. 이 에피소드 이후에 이 쇼는 보이지 않았다. 그러나 "Hooked on Monkey Phonics" 에피소드에서 카트먼이 보고 있는 TV에서 이 쇼의 소리가 들린다. 당신이 에피소드의 소리를 자세하게 들어본다면 "Mexican Staring frog of Southern Sri Lanka"에 나온 쇼라는 사실을 알 수 있다.

## 짐보가 특출하게 나온 에피소드
- Volcano - 애들과 같이 산에 캠핑을 간다 (네드는 이 에피소드에서 중요한 역할을 하게 된다)
- Big Gay Al's Big Gay Boat Ride - 스탠을 핑계로 다른 사람들에게 사우스 파크팀이 이길 거라고 납득시킨다. (네드와 짐보는 노쓰 파크 마스코트를 방해하려고 폭탄을 설치한다)
- Weight Gain 4000 - 게리슨 선생에게 총을 판다. 이 에피소드는 짐보가 첫 번째로 출연한 에피소드이지만, Volcano는 그가 처음으로 방송을 탄 에피소드이다.
- Cartman's Mom is Still a Dirty Slut - 네드와 마찬가지로 짐보도 카트먼의 잠재적인 아버지가 된다.
- The Mexican Staring Frog of Southern Sri Lanka - 스탠에게 베트남 전에 대한 가짜 이야기를 해주고, 그의 TV 쇼를 가지게 된다 (네드도 이 에피소드에서 중요한 역할을 하게 된다)
- Summer Sucks - 짐보와 네드는 불꽃놀이가 금지된 사우스 파크에 폭죽을 공급하기 위해서 멕시코서 폭죽을 사갖고 온다.
- Cow Days - 누가 거대한 "Cow Day" 시계를 훔쳐갔는지 찾게 된다.
- Jakovasaurs - 자콥사우르스를 사우스 파크에서 몰아내는 데 도움을 준다(네드도 그와 동참한다.).
- Tweek vs. Craig - 트윅에게 복싱을 가르친다
- The Red Badge of Gayness - 남북전쟁 재현 행사에서 카트먼의 지휘를 받아서 남부군을 지휘하게 된다.
- Chef Goes Nanners - 사우스 파크의 깃발을 바꾸는 데 반대하는 입장에 선다(네드와 그는 그들을 방해하는 KKK를 제거하려고 한다.).
- It Hits the Fan - 그가 "Fag"란 말을 삐 소리 없이 하는 것을 보고, 짐보가 게이거나, 양성애자라는 힌트를 준다.
- Scott Tenorman Must Die - 카트먼에게 사냥의 정석을 가르쳐 준다(네드도 그와 같이 동참한다.).
- Here Comes the Neighborhood - 새 이웃을 쫓아내기 위해 시도한다.
- I'm a Little Bit Country - 이라크 전쟁 찬성자로 나온다.
- Goobacks - 미래에서 온 사람에게 저항하기 위해 동성애자로 전환하는 것에 대해서 거절한다.
- The Return of Chef - 쉐프가 그의 집에 머무르게 한다.
- Smug Alert! - 하이브리드 자동차를 산 사람들 중 한 명으로 나온다.
- Miss Teacher Bangs a Boy - 유치원 선생님에게 감탄한다(네드와 같이 본다.).

## 참고 사항
- It Hits the Fan 에피소드에서 짐보가 호모라는 힌트를 준다. 그러나 Goobacks 에피소드에서("It hits the Fan" 후에 만들어진 에피소드)에서 그는 그의 사촌인 랜디 마시(정신이 제대로 박힌 사람)이 동성애자 뭉치에 동참하는데도 불구하고 '동성애자 뭉치'에 참가하는 것을 거절한다. 짐보는 양성애자라는 힌트가 "Scott Tenorman Must Die" 에피소드에서 나오는데, 에피소드에서 짐보는 테너만 부인의 가슴에 집착한다 (Goobacks 에피소드와 마찬가지로 "It hits the Fan" 에피소드 후에 만들어졌다.). 이건 짐보에 대해서 정확하게 추측할 수 없는 문제이다.
- 짐보는 종종 라이플을 들고 있는 걸로 보인다. 이 총은 핸들이 달리고 스코프가 달린 M16을 많이 닮았다.
- 극장판 사우스 파크에서, 짐보가 그가 게릴라 전술에 대해서 아는걸로 보인다.
- 우연의 일치로, 심슨 가족에 나오는 짐보와 케너리는 사우스 파크 패러디로 몇번 비아냥 거려졌다.